# María Elorza
María Elorza (Vitoria, 1988) es una cineasta española reconocida en certámenes internacionales como el Festival Internacional de Cine de Seattle o el Zinebi.

## Trayectoria
Cusró Comunicación Audiovisual en la Universidad Pompeu Fabra y un Máster en Investigación y Creación en Arte en la Universidad del País Vasco. En 2011 se convirtió en realizadora freelance y desde ese año ha participado en varios proyectos documentales.
En 2013 codirigió Irudi mintzatuen hiztegi poetikoa. Al año siguiente dirigió Agosto sin ti que fue seleccionado en los festivales de Alcances y Filmadrid entre otros. Ese mismo año participó en el programa Zinergentziak del Festival Zinebi, en el que se realizó el documental colectivo Errautsak. En 2015 formó parte del equipo de la Muestra de Cine Documental Lupa.
En 2022, su primer largometraje documental, A los libros y a las mujeres canto, fue estrenado en la sección Bright Future del Festival Internacional de Cine de Róterdam. Ha impartido talleres audiovisuales para Tabakalera y Donostia Kultura.

## Reconocimientos
En 2013, ganó el Premio al Mejor Guion Vasco en el Zinebi por su filme Irudi mintzatuen hiztegi poetikoa.
En 2021 María Elorza y Koldo Almandoz recibieron el Premio Especial del Jurado a la Mejor Dirección de un Cortometraje Documental en el Festival Internacional de Cine de Seattle por Quebrantos (‘Breaches’). Este corto también fue reconocido con el Premio CIMA en Bendita, en Argentina y en el Festival La Mida no Importa de Barcelona.
En 2023, obtuvo una Mención Especial del jurado de documentales del Festival de cine de Nantes y recibió el tercer premio del Festival #IsReal de Cerdeña otorgado por el Jurado Joven por A los libros y a las mujeres canto. Con ese filme, también fue reconocida en el Porto Post Doc.